# 大格羅夫鎮區 (伊利諾伊州肯德爾)
大格羅夫鎮區（英語：Big Grove Township）是位於美國伊利諾伊州肯德爾縣的一個行政鎮區。

## 地方資料
根據2010年美國人口普查的數據，大格羅夫鎮區的面積為93.00平方千米，當中陸地面積為92.70平方千米，而水域面積為0.30平方千米。當地共有人口1720人，而人口密度為每平方千米18.49人。